# Zeit der Liebe, Zeit des Abschieds
Zeit der Liebe, Zeit des Abschieds (Originaltitel: Dodsworth) ist ein US-amerikanischer Liebesfilm mit Walter Huston und Ruth Chatterton unter der Regie von William Wyler aus dem Jahr 1936. Der Film entstand nach dem Roman Sam Dodsworth (Originaltitel: Dodsworth, 1929) von Sinclair Lewis sowie auf dem auf Lewis’ Roman basierenden Theaterstück (1934) von Sidney Howard.

## Handlung
Sam Dodsworth ist der steinreiche Gründer und Präsident des US-amerikanischen Automobilherstellers Revelation Motor Company, der seinen Sitz in der unbedeutenden Kleinstadt Zennith im Mittleren Westen hat. Das Leben des Self-Made-Unternehmers war von ständiger Arbeit geprägt, während seine Ehefrau Fran sich stets perfekt um die häuslichen Pflichten und das Aufwachsen der inzwischen verheirateten Tochter Emily kümmerte. Fran ist mit dem Leben in Zennith allerdings unzufrieden und bekommt das Gefühl, ihre Jugend nie wirklich gelebt zu haben. Sie überredet ihren Ehemann, seine Firma zu verkaufen und mit ihr auf eine längere Reise nach Europa zu gehen. Sams Geschäftspartner Tubby warnt ihn, dass ein Leben ohne Arbeit nicht zu ihm passen würde, aber Sam ist wie seine Frau glücklich, endlich den Rest der Welt zu sehen.
Das Paar überquert auf dem Luxusliner Queen Mary den Atlantik. Schon auf der Überfahrt blüht Fran auf und beginnt sich mehr für andere Männer als für ihren Ehemann zu interessieren. Die nicht mehr junge, aber noch attraktive Fran inszeniert sich als Dame von Welt und versucht ihr wahres Alter mit Lügen und Kosmetikprodukten zu verschleiern. Sam trifft unterdessen auf der Schiffsfahrt auf Edith Cortright, eine geschiedene und lebenskluge Amerikanerin, die Verständnis und Sympathie für Sams Wunsch aufbringt, trotz seines mittleren Alters noch neue Dinge kennenzulernen. Bei ihrem Aufenthalt in Paris werden Verstimmungen zwischen Sam und Fran zusehends ersichtlich: Während sie mit dem charmanten Playboy Arnold Iselin ihre Zeit verbringt und Sam zusehends als biederen Langweiler betrachtet, ist ihr bodenständiger Ehemann von dem dauerhaften Nichtstun und dem dekadenten Lebensstil von Frans europäischen Freunden genervt.
Sam kehrt nach Zennith zurück und plant auf die Rückkehr seiner Frau warten, verspürt aber Sehnsucht nach Fran und macht sich bald wieder auf den Weg nach Europa. Die Wiedersehensfreude hält indes nur kurz an: Sam hat inzwischen erfahren, dass Fran einige Zeit mit Iselin in Montreux und Biarritz verbracht hat, und sie belügt ihn in diesem Zusammenhang. Richtigerweise vermutet er eine Affäre. Fran bittet ihren Ehemann, ihr noch einmal zu verzeihen, und er stimmt einer Fortsetzung der Ehe zu, da er sie immer noch liebt. In den folgenden Monaten wird aber ersichtlich, dass das einst im Lebensalltag perfekt aufeinander eingespielte Ehepaar sich voneinander entfernt hat und die Verspannungen in der Ehe nicht mehr zu lösen sind. In Wien verliebt sich Fran in den österreichischen Baron Kurt von Obersdorf. Als Kurt ihr andeutet, dass er sie gerne heiraten würde, bittet Fran ihren Ehemann um die Scheidung.
Anschließend reist Sam, während die Scheidung arrangiert wird, ziellos durch Europa, bis er zufällig in Neapel Edith Cortright wiedertrifft. Er verbringt anschließend seine Zeit in Ediths idyllischem Wohnsitz in Neapel. Durch sie findet er Frieden und gewinnt das Selbstvertrauen, neue unternehmerische Projekte zu planen. Sam macht Edith einen Heiratsantrag, den sie überglücklich annimmt. Unterdessen platzt Frans ersehnte Hochzeit mit Kurt, da dessen dominante und streng religiöse Mutter die Amerikanerin wegen ihrer Scheidung sowie ihres Alters – Kurt braucht einen Sohn, um die Familienlinie fortzuführen – ablehnt. Fran fürchtet sich vor der Einsamkeit und bittet Sam, die Scheidung abzublasen. Aus Pflichtgefühl kehrt Sam noch einmal zu ihr zurück. Gemeinsam wollen sie wieder zurück nach Amerika fahren. Bereits auf dem Schiff erkennt Sam, dass er sich in Frans Gegenwart unglücklich fühlt und die Ehe tatsächlich keine Zukunft mehr hat. Mit den Worten, dass Liebe kurz vor dem Suizid aufhören müsse, verlässt er das Schiff und entscheidet sich für ein gemeinsames Leben mit Edith.

## Hintergrund
Sinclair Lewis war bereits ein anerkannter Schriftsteller, als er 1929 seinen Roman Dodsworth veröffentlichte. Das Buch steht in der Tradition von Henry James und wirft einen besorgten Blick auf die Zustände innerhalb der amerikanischen Gesellschaft. Bereits drei Monate nach der Veröffentlichung waren über 85.000 Exemplare verkauft. 1930 erhielt Sinclair Lewis als erster Amerikaner den Nobelpreis für Literatur zugesprochen. Der Dramatiker Sidney Howard erwarb 1932 die Rechte an dem Buch und schuf eine Theaterproduktion des Stoffs, die sich am Broadway als sehr populär erwies. Die Filmrechte gingen an den Produzenten Samuel Goldwyn. Howard und Goldwyn hatten mit Arrowsmith (1931) bereits erfolgreich einen Stoff von Sinclair Lewis auf die Leinwand gebracht. Die Geschichte um einen idealistischen Arzt zeigte Ronald Colman und Helen Hayes in den Hauptrollen und erwies sich als sehr erfolgreich bei Publikum und Presse.
Die Besetzung erwies sich teilweise als schwierig. Walter Huston, dessen Karriere schon 1909 begonnen hatte, war fast 50 und damit der ideale Kandidat für den Titelhelden, den er mit Erfolg bereits am Broadway in Howards Bühnenproduktion gespielt hatte. Maria Ouspenskaya war ebenfalls in der Bühnenadaption zu sehen und gab hiermit ihr amerikanisches Filmdebüt. Schwieriger wurde die Besetzung der Rolle der Fran. Zunächst sollte Fay Bainter, Hustons Bühnenpartnerin, den Part übernehmen. Dann entschied sich Goldwyn jedoch für Ruth Chatterton, deren Filmkarriere 1928 in den letzten Tagen des Stummfilms begonnen hatte. Der Tonfilm machte aus Chatterton den höchstbezahlten Star von Paramount Pictures, ehe schlechte Drehbücher und ein übereilter Wechsel zu Warner Brothers ihre Karriere bereits 1932/33 de facto wieder beendete. Goldwyn musste die Schauspielerin, die seit einigen Jahren keine Angebote mehr erhalten hatte, trotzdem mehr oder weniger zwingen, eine Frau von über 40 Jahren zu spielen. Chatterton wies insoweit bemerkenswerte Parallelen zu Fran Dodsworth auf, als sie ebenfalls nicht wahrhaben wollte, dass ihre Jugend vorbei war und sie von deutlich jüngeren Schauspielerinnen zusehends verdrängt wurde.
Mary Astor hatte ebenfalls bereits bessere Tage gesehen, als sie die Rolle der wohlerzogenen und kultivierten Edith angeboten bekam. Mitte der 1920er Jahre war Astor ein gefragter Star, doch allmählich nahm die Bedeutung ihrer Rollen ab, und sie machte mehr Schlagzeilen durch ihr turbulentes Privatleben und wechselnde Liebhaber als durch professionelle Erfolge. Kurz vor Beendigung der Dreharbeiten war Astor in einen der größten Skandale der 1930er Jahre verstrickt, als ihr damaliger Ehemann ihr Tagebuch in den laufenden Scheidungsprozess einbrachte und Teile daraus in der Presse veröffentlicht wurden. Darin beschrieb Astor im Detail ihre Affäre mit dem bekannten Bühnenautor George S. Kaufman. Die Regie sollte zunächst Gregory La Cava übernehmen, ehe sich Goldwyn für seinen eigenen Vertragsregisseur William Wyler entschied, der erst kurz vorher mit der Adaption von Lillian Hellmans Stück The Children's Hour einen großen Erfolg hatte. Wyler und Huston kannten sich bereits seit den Dreharbeiten zu A House Divided, einer nur vage kaschierten Version von Desire Under the Elms mit Helen Chandler aus dem Jahr 1931. Beide arbeiteten eng bei der Abfassung des Drehbuchs zusammen und sorgten einvernehmlich dafür, dass der Charakter der Fran weicher und weniger materialistisch gezeichnet wurde.

## Synchronisation
Die deutsche Synchronfassung für Zeit der Liebe, Zeit des Abschieds entstand wahrscheinlich 1977 im Bavaria Atelier in München. Die Fernsehpremiere des Filmes erfolgte am 26. März 1982.
| Rolle                 | Darsteller      | Deutsche Synchronstimme |
| --------------------- | --------------- | ----------------------- |
| Sam Dodsworth         | Walter Huston   | Joachim Cadenbach       |
| Fran Dodsworth        | Ruth Chatterton | Almut Eggert            |
| Arnold Iselin         | Paul Lukas      | Manfred Andrae          |
| Mrs. Edith Cortright  | Mary Astor      | Ursula Heyer            |
| Captain Clyde Lockert | David Niven     | Harry Wüstenhagen       |
| Kurt von Obersdorf    | Gregory Gaye    | Peter Matić             |
| Tubby Pearson         | Harlan Briggs   | Erich Ebert             |

## Auszeichnungen
Oscar
Der Film ging mit sieben Nominierungen in die Oscarverleihung 1937 und gewann einen der begehrten Preise:
- Beste Szenenbild – Richard Day – gewonnen
- Bester Film
- Bester Hauptdarsteller – Walter Huston
- Beste Nebendarstellerin – Maria Ouspenskaya
- Beste Regie – William Wyler
- Bestes Drehbuch – Sydney Howard
- Beste Tonaufnahme – Thomas T. Moulton

New York Film Critics Circle Award
- 1936 – New York Film Critics Circle Award/Bester Hauptdarsteller – Walter Huston

1990 wurde Dodsworth ins National Film Registry aufgenommen. Der Film wurde außerdem 2005 in die Time-Auswahl der besten 100 Filme von 1923 bis 2005 gewählt.

## Rezeption
Der Film wurde einer der größten kommerziellen Erfolge des Jahres und von den Kritikern einhellig gelobt. Sinclair Lewis schrieb an Wyler: „Ich glaube nicht, dass man aus dem Theaterstück und meinem Roman einen noch besseren Film hätte machen können.“
Die New York Times führte Dodsworth in ihrer Liste der 10 besten Filme des Jahres.

„Die Verfilmung des Romans von Sinclair Lewis, die den Ruf und Ruhm ihres Regisseurs begründete.“